# Dominga Ortiz Orzúa
Dominga Ortiz Orzúa (Canagua, 1 de novembre de 1792 - Caracas, 31 de desembre de 1875), va ser l'esposa del president veneçolà José Antonio Páez.

## Biografia
Els seus pares eren Francisco de Paula Ortiz, ramader, i Micaela Orzúa. Va quedar òrfena de pare i mare a una edat molt primerenca i va haver de ser criada pels seus oncles materns, els quals van passar a administrar les propietats heretadades dels seus pares.
Es va casar amb José Antonio Páez l'1 de juliol de 1809 al seu poble natal. Els va casar Fra José Simón Archila. D'aquest matrimoni en van néixer dos fills: Manuel A. Páez i Maria del Rosario Páez de Llamosas.
Després dels successos del 19 d'abril de 1810 a Caracas, el seu marit, José Antonio Páez, es va allistar a les files patriotes. En aquell moment va ser habitual vuere a Dominga Ortiz entre les files, i va començar a ser coneguda per la tropa com la Señora en senyal de respecte. El 1816 va organitzar a un grup de dones a Valle de la Pascua per atendre i curar als ferits de l'exèrcit que lluitaven per l'emancipació, cosaa que li ha valgut ser considerada la primera infermera de l'exèrcit patriota.
Després del triomf en la batalla de Carabobo, Páez es va enamorar de Barbarita Nieves i es va apartar d'Ortiz, que va tornar a Barinas i desaparèixer de la vida pública. Va reaparèixer cap a 1849, quan posen a la presó al general José Antonio Páez. Dominga Ortiz el visitava juntament amb la seva filla Maria al calabós del castell de Cumaná i va començar a realitzar diligències per a obtenir un indult que finalment va aconseguir.
Arran de la detenció de José Antonio Páez, tots els béns de l'antiga parella va ser confiscats per l'estat. Tot i que Dominga Ortiz va lluitar per recuperar-los, no ho va aconseguir i va morir en la pobresa a la ciutat de Caracas al 31 de desembre de 1875.